# 陈雨菲
陈雨菲（英語：Chen Yufei，1998年3月1日—），浙江杭州人，中國羽毛球运动员。曾就讀杭州市陳經綸體育學校。第十四届全國人民代表大会浙江省代表。她的最高排名為世界第1位。於2020年夏季奧林匹克運動會幫助中國隊時隔9年再度拿到該項目奧運金牌。

## 簡歷
陈雨菲自小就具有良好的体格，6歲時（2004年）即被杭州市少体校羽毛球队教练员选中，进入市少体校；2011年入选中国国家青年队集训，2013年入选中国国家羽毛球队二队。
2012年，陈雨菲在东莞市举办的亚洲U15、U17青少年羽毛球锦标赛中，夺得女子单打银牌，并与队友一起夺得女子双打铜牌。　　
2014年2月，陈雨菲代表国家队參加臺北市舉行的亞洲青年羽毛球錦標賽，贏得女子單打比賽亞軍。

### 2017年世錦賽晉四強
2017年8月，陈雨菲參加蘇格蘭格拉斯哥舉行的世界羽毛球錦標賽，以9號種子身分出戰女子單打項目，故在首圈輪空；她先在次圈以2比0淘汰中華臺北的白馭珀；在第三圈又以2比0擊敗頭號種子、日本的山口茜晉級；她在半準決賽面對8號種子、泰國的拉差诺·因达农，亦以2比1（14-21、21-16、21-12）反勝，首次參賽便打進四強。陈雨菲在準決賽对阵4號種子、印度的普萨拉·文卡塔·辛杜，結果在一直处于被动状态下，以0比2（13-21、10-21）落敗，僅得季軍。

### 2018年
2018年5月，陳雨菲作爲中國隊女子一號單打參加優霸盃，在四强中以1：2（21-15、9-21、14-21）敗給泰國的拉差诺·因达农，隨後隊友輸球，中國隊無緣決賽。
2018年6-9月，陳雨菲連續在兩個超級1000賽事上取得亞軍，分別在印尼羽球公開賽輸給世界排名第一的戴資穎，在中國羽球公開賽敗給世界冠軍卡羅列娜·馬琳。
2018年11月，陳雨菲參加中國福州羽球公開賽，在四分一決賽戰勝泰國的拉差诺·因达农，半決賽以2：1（11-21、21-15、21-13）突破强敵卡羅列娜·馬琳，決賽以直落二（21-10、21-16）擊敗日本名將奧原希望，打破中國女子單打在超級500以上賽事近兩年的冠軍荒。
在緊接的香港羽球公開賽上，陳雨菲卻在首輪爆冷不敵泰國的蓬帕威·磋楚翁出局。在年終總決賽中，陳雨菲在對陣奧原希望時遺憾傷退，無緣獎牌。

### 2019年 登顶世界球后
2019年1月，陳雨菲首戰參加印尼羽球大師賽，在四强遭遇西班牙的卡羅列娜·馬琳，以1：2（21-17、11-21、21-23）遺憾出局。
2019年3月，陳雨菲赴英國參加全英公開賽，一路擊敗日本的大堀彩，前世界冠軍奧原希望，在決賽中以直落二（21-17、21-17）擊敗世界排名第一的戴資穎，除了對戴資穎的首勝，也是她個人取得的最重要的成績，為中國隊拿下暌違5年的全英女單冠軍。隨後的瑞士公開賽，陳雨菲一路過關，在決賽輕鬆擊敗日本的川上紗惠奈取得年度第二冠。
2019年4月，陳雨菲在馬來西亞公開賽上再度打入四强，卻以直落二不敵衛冕冠軍戴資穎。亞錦賽中以1：2負於最後奪冠的山口茜。5月的蘇迪曼盃，作爲中國女單的頭號人物，陳雨菲在所有的出戰中一場未輸，尤其在跟日本的對決中反勝强敵山口茜，幫助中國隊取得世界冠軍。
2019年12月，陳雨菲在世界羽联世界巡回赛总决赛中小组赛三站全胜，晋级淘汰赛。四强赛直落两局战胜山口茜，决赛以2:1战胜戴资颖取得年终总决赛冠军。本场比赛之后，陈雨菲世界排名超过前任球后戴资颖，继李雪芮之后时隔4年中國女单重新夺回世界球后宝座，2020年全英羽毛球公開賽後，排名再度被戴資穎反超。

### 2021年-2022年 東京奧運會、十四运会、蘇迪曼盃、優霸盃和世錦賽
2021年7月陳雨菲作爲頭號種子參加東京奧運會羽球女子單打。她在小組賽輕鬆擊敗埃及和土耳其選手進入8強。8強賽擊敗韓國安洗瑩，半決賽2:1戰勝隊友何冰嬌。8月1日，經過三局激戰，陳雨菲在決賽以2:1（21:18,19:21,21:18）戰勝2號種子戴資穎，榮獲金牌。。
在經過一個月的檢疫隔離之後，陳雨菲一路進入十四屆全運會的羽毛球女單決賽，繼東京奧運會女單半決賽后再一次戰勝何冰嬌，以2:0（21:18,21:15）直落兩局獲得冠軍。自此陳雨菲成為繼前輩李玲蔚之後第二位在全運會上衛冕羽毛球女單冠軍的選手。
全運會之後，陳雨菲隨中國國家羽毛球隊前往芬蘭及丹麥分別出戰蘇迪曼盃及優霸盃。中國國家羽毛球隊在兩項比賽中均順利殺入決賽，並與日本國家羽毛球隊爭奪冠軍。雖然陳雨菲在兩場決賽中的女子單打項目同以0:2不敵山口茜，但憑藉其他隊員的出色表現，中國隊順利擊敗日本隊，取得兩項賽事的冠軍，陳雨菲在一年內繼奪得東京奥运女子單打冠军後，再奪取兩項世界冠軍頭銜。
於2021年12月12日至19日在西班牙韋爾瓦舉辦的第26屆世界羽毛球錦標賽，陳雨菲在一次訓練中右腳腳踝意外扭傷，無奈退出世錦賽，改由張藝曼替補參加。
2022年5月3日被授予中国青年五四奖章。
2022年8月28日，陈雨菲在第27届世界羽毛球锦标赛女单决赛中以1:2（12:21，21:10，14:21）的成绩不敌日本选手山口茜，获得亚军，未能成功冲击大满贯。

## 主要比賽成績
只列出曾進入準決賽的國際賽事成績：
| 年份   | 賽事                         | 公開賽級別 | 項目     | 搭檔   | 成績   |
| ------ | ---------------------------- | ---------- | -------- | ------ | ------ |
| 2013年 | 亞洲青年羽毛球錦標賽         | 其它       | 混合團體 | －     | 金牌   |
| 2013年 | 世界青年羽毛球錦標賽         | 其它       | 混合團體 | －     | 銅牌   |
| 2013年 | 亞洲青年運動會羽毛球比賽     | 其它       | 混合雙打 | 石宇奇 | 銅牌   |
| 2014年 | 亞洲青年羽毛球錦標賽         | 其它       | 混合團體 | －     | 金牌   |
| 2014年 | 亞洲青年羽毛球錦標賽         | 其它       | 女子單打 | －     | 銀牌   |
| 2014年 | 世界青年羽毛球錦標賽         | 其它       | 混合團體 | －     | 金牌   |
| 2015年 | 中國羽毛球國際挑戰賽         | 國際挑戰賽 | 女子單打 | －     | 亞軍   |
| 2015年 | 中國羽毛球大師賽             | 黃金大獎賽 | 女子單打 | －     | 準決賽 |
| 2015年 | 亞洲青年羽毛球錦標賽         | 其它       | 混合團體 | －     | 金牌   |
| 2015年 | 世界青年羽毛球錦標賽         | 其它       | 混合團體 | －     | 金牌   |
| 2015年 | 印尼羽毛球大師賽             | 黃金大獎賽 | 女子單打 | －     | 亞軍   |
| 2016年 | 亞洲羽毛球團體錦標賽         | 其它       | 女子團體 | －     | 金牌   |
| 2016年 | 中國羽毛球大師賽             | 黃金大獎賽 | 女子單打 | －     | 準決賽 |
| 2016年 | 亞洲青年羽毛球錦標賽         | 其它       | 混合團體 | －     | 金牌   |
| 2016年 | 亞洲青年羽毛球錦標賽         | 其它       | 女子單打 | －     | 金牌   |
| 2016年 | 世界青年羽毛球錦標賽         | 其它       | 混合團體 | －     | 金牌   |
| 2016年 | 世界青年羽毛球錦標賽         | 其它       | 女子單打 | －     | 金牌   |
| 2016年 | 澳門羽毛球黃金大獎賽         | 黃金大獎賽 | 女子單打 | －     | 冠軍   |
| 2017年 | 泰國羽毛球大師賽             | 黃金大獎賽 | 女子單打 | －     | 準決賽 |
| 2017年 | 亞洲羽毛球混合團體錦標賽     | 其它       | 混合團體 | －     | 銅牌   |
| 2017年 | 瑞士羽毛球黃金大獎賽         | 黃金大獎賽 | 女子單打 | －     | 亞軍   |
| 2017年 | 蘇迪曼盃                     | 其它       | 混合團體 | －     | 銀牌   |
| 2017年 | 世界羽毛球錦標賽             | 其他       | 女子單打 | －     | 銅牌   |
| 2017年 | 日本羽毛球超級賽             | 超級賽     | 女子單打 | －     | 準決賽 |
| 2017年 | 丹麥羽毛球首要超級賽         | 首要超級賽 | 女子單打 | －     | 準決賽 |
| 2017年 | 世界羽聯超級系列賽總決賽     | 首要超級賽 | 女子單打 | －     | 銅牌   |
| 2018年 | 亞洲羽毛球團體錦標賽         | 其它       | 女子團體 | －     | 銀牌   |
| 2018年 | 德國羽毛球公開賽             | 超級300賽  | 女子單打 | －     | 亞軍   |
| 2018年 | 全英羽毛球公開賽             | 超級1000賽 | 女子單打 | －     | 準決賽 |
| 2018年 | 亞洲羽毛球錦標賽             | 其它       | 女子單打 | －     | 銀牌   |
| 2018年 | 優霸盃                       | 其它       | 女子團體 | －     | 銅牌   |
| 2018年 | 印尼羽毛球公開賽             | 超級1000賽 | 女子單打 | －     | 亞軍   |
| 2018年 | 亞洲運動會羽毛球比賽         | 其它       | 女子團體 | －     | 銀牌   |
| 2018年 | 日本羽毛球公開賽             | 超級750賽  | 女子單打 | －     | 準決賽 |
| 2018年 | 中國羽毛球公開賽             | 超級1000賽 | 女子單打 | －     | 亞軍   |
| 2018年 | 法國羽毛球公開賽             | 超級750賽  | 女子單打 | －     | 準決賽 |
| 2018年 | 中國福州羽毛球公開賽         | 超級750賽  | 女子單打 | －     | 冠軍   |
| 2019年 | 印尼羽球大師賽               | 超級500賽  | 女子單打 | －     | 準決賽 |
| 2019年 | 全英羽毛球公開賽             | 超級1000賽 | 女子單打 | －     | 冠軍   |
| 2019年 | 瑞士羽毛球公開賽             | 超級300賽  | 女子單打 | －     | 冠軍   |
| 2019年 | 馬來西亞羽毛球公開賽         | 超級750賽  | 女子單打 | －     | 準決賽 |
| 2019年 | 亞洲羽毛球錦標賽             | 其它       | 女子單打 | －     | 銅牌   |
| 2019年 | 蘇迪曼盃                     | 其它       | 混合團體 | －     | 金牌   |
| 2019年 | 澳洲羽毛球公開賽             | 超級300賽  | 女子單打 | －     | 冠軍   |
| 2019年 | 印尼羽毛球公開賽             | 超級1000賽 | 女子單打 | －     | 準決賽 |
| 2019年 | 日本羽毛球公開賽             | 超級750賽  | 女子單打 | －     | 準決賽 |
| 2019年 | 泰國羽毛球公開賽             | 超級500賽  | 女子單打 | －     | 冠軍   |
| 2019年 | 世界羽毛球錦標賽             | 其它       | 女子單打 | －     | 銅牌   |
| 2019年 | 中國羽毛球公開賽             | 超級1000賽 | 女子單打 | －     | 準決賽 |
| 2019年 | 丹麥羽毛球公開賽             | 超級750賽  | 女子單打 | －     | 準決賽 |
| 2019年 | 中國福州羽毛球公開賽         | 超級750賽  | 女子單打 | －     | 冠軍   |
| 2019年 | 香港羽毛球公開賽             | 超級500賽  | 女子單打 | －     | 冠軍   |
| 2019年 | 世界羽聯世界巡迴賽總決賽     | 總決賽     | 女子單打 | －     | 金牌   |
| 2020年 | 馬來西亞羽毛球大師賽         | 超級500賽  | 女子單打 | －     | 冠軍   |
| 2020年 | 全英羽毛球公開賽             | 超級1000賽 | 女子單打 | －     | 亞軍   |
| 2021年 | 夏季奧林匹克運動會羽毛球比賽 | 其它       | 女子單打 | －     | 金牌   |
| 2021年 | 蘇迪曼盃                     | 其它       | 混合團體 | －     | 金牌   |
| 2021年 | 優霸盃                       | 其它       | 女子團體 | －     | 金牌   |
| 2022年 | 德國羽毛球公開賽             | 超級300賽  | 女子單打 | －     | 亞軍   |
| 2022年 | 全英羽毛球公開賽             | 超級1000賽 | 女子單打 | －     | 準決賽 |
| 2022年 | 韓國羽毛球大師賽             | 超級300賽  | 女子單打 | －     | 亞軍   |
| 2022年 | 優霸盃                       | 其它       | 女子團體 | －     | 銀牌   |
| 2022年 | 泰國羽毛球公開賽             | 超級500賽  | 女子單打 | －     | 亞軍   |
| 2022年 | 印尼羽毛球大師賽             | 超級500賽  | 女子單打 | －     | 冠軍   |
| 2022年 | 印尼羽毛球公開賽             | 超級1000賽 | 女子單打 | －     | 準決賽 |
| 2022年 | 馬來西亞羽毛球公開賽         | 超級750賽  | 女子單打 | －     | 亞軍   |
| 2022年 | 馬來西亞羽毛球大師賽         | 超級500賽  | 女子單打 | －     | 亞軍   |
| 2022年 | 世界羽毛球錦標賽             | 其它       | 女子單打 | －     | 銀牌   |
| 2022年 | 日本羽毛球公開賽             | 超級750賽  | 女子單打 | －     | 準決賽 |
| 2022年 | 丹麥羽毛球公開賽             | 超級750賽  | 女子單打 | －     | 亞軍   |
| 2022年 | 世界羽聯世界巡迴賽總決賽     | 總決賽     | 女子單打 | －     | 準決賽 |
| 2023年 | 馬來西亞羽毛球公開賽         | 超級1000賽 | 女子單打 | －     | 準決賽 |
| 2023年 | 德國羽毛球公開賽             | 超級300賽  | 女子單打 | －     | 準決賽 |
| 2023年 | 全英羽球公開賽               | 超級1000賽 | 女子單打 | －     | 亞軍   |
| 2023年 | 亞洲羽毛球錦標賽             | 其它       | 女子單打 | －     | 銅牌   |
| 2023年 | 蘇迪曼盃                     | 其它       | 混合團體 | －     | 金牌   |
| 2023年 | 新加坡羽毛球公開賽           | 超級750賽  | 女子單打 | －     | 準決賽 |
| 2023年 | 印尼羽毛球公開賽             | 超級1000賽 | 女子單打 | －     | 冠軍   |
| 2023年 | 韓國羽毛球公開賽             | 超級500賽  | 女子單打 | －     | 準決賽 |
| 2023年 | 世界羽毛球錦標賽             | 其它       | 女子單打 | －     | 銅牌   |
| 2023年 | 中國羽毛球公開賽             | 超級1000賽 | 女子單打 | －     | 準決賽 |
| 2023年 | 亞洲運動會羽毛球比賽         | 其它       | 女子團体 | －     | 銀牌   |
| 2023年 | 亞洲運動會羽毛球比賽         | 其它       | 女子單打 | －     | 銀牌   |
| 2023年 | 丹麥羽毛球公開賽             | 超級750賽  | 女子單打 | －     | 冠軍   |
| 2023年 | 法國羽毛球公開賽             | 超級750賽  | 女子單打 | －     | 冠軍   |
| 2023年 | 日本熊本羽毛球大師賽         | 超級500賽  | 女子單打 | －     | 亞軍   |
| 2023年 | 中國羽毛球大師賽             | 超級750賽  | 女子單打 | －     | 冠軍   |
| 2023年 | 世界羽聯世界巡迴賽總決賽     | 總決賽     | 女子單打 | －     | 準決賽 |
| 2024年 | 馬來西亞羽毛球公開賽         | 超級1000賽 | 女子單打 | －     | 準決賽 |
| 2024年 | 印度羽毛球公開賽             | 超級750賽  | 女子單打 | －     | 亞軍   |
| 2024年 | 法國羽毛球公開賽             | 超級750賽  | 女子單打 | －     | 準決賽 |
| 2024年 | 亞洲羽毛球錦標賽             | 其它       | 女子單打 | －     | 銀牌   |
| 2024年 | 優霸盃                       | 其它       | 女子團體 | －     | 金牌   |
| 2024年 | 新加坡羽毛球公開賽           | 超級750賽  | 女子單打 | －     | 亞軍   |
| 2024年 | 印尼羽毛球公開賽             | 超級1000賽 | 女子單打 | －     | 冠軍   |
| 2025年 | 亞洲羽毛球混合團體錦標賽     | 其它       | 混合團體 | －     | 銀牌   |
| 2025年 | 奧爾良羽毛球大師賽           | 超級300賽  | 女子單打 | －     | 亞軍   |
| 2025年 | 瑞士羽毛球公開賽             | 超級300賽  | 女子單打 | －     | 冠軍   |
| 2025年 | 亞洲羽毛球錦標賽             | 其它       | 女子單打 | －     | 金牌   |
| 2025年 | 蘇迪曼盃                     | 其他       | 混合團體 | －     | 冠軍   |
| 2025年 | 泰國羽毛球公開賽             | 超級500賽  | 女子單打 | －     | 冠軍   |
| 2025年 | 新加坡羽毛球公開賽           | 超級750賽  | 女子單打 | －     | 冠軍   |
| 2025年 | 澳門羽毛球公開賽             | 超級300賽  | 女子單打 | －     | 冠軍   |

| 2007-2017年 | 首要超級賽 | 超級賽 | 黃金大獎賽 | 大獎賽 | 國際挑戰賽 | 國際系列賽 | 未來系列賽 | 其他 |

| 2018-2026年 | 總決賽 | 超級1000賽 | 超級750賽 | 超級500賽 | 超級300賽 | 超級100賽 | 國際挑戰賽 | 國際系列賽 | 未來系列賽 | 其他 |

### 世界冠軍頭銜
陈雨菲在羽毛球生涯中共奪得7項羽毛球世界冠軍頭銜。
| 賽事                     | 奪冠次數 | 年份                                    |
| ------------------------ | -------- | --------------------------------------- |
| 蘇迪曼盃                 | 4        | 2019年 2021年 2023年 2025年（混合團體） |
| 奧林匹克運動會羽毛球比賽 | 1        | 2020年（女子單打）                      |
| 優霸盃                   | 2        | 2020年 2024年（女子團體）               |
| 總計                     | 7        |                                         |

### 奧運會和世錦賽參賽紀錄
|          | 2017 | 2018 | 2019 | 2020 | 2021 | 2022 | 2023 | 2024 |
| -------- | ---- | ---- | ---- | ---- | ---- | ---- | ---- | ---- |
| 女子單打 | 銅牌 | 8強  | 銅牌 | 金牌 | －   | 銀牌 | 銅牌 | 8強  |

## 其他獎項
| 年份   | 獎項                          |
| ------ | ----------------------------- |
| 2017年 | Eddy Choong 最有希望運動員    |
| 2021年 | 入選 富比世中國 30 Under 30榜 |

## 主要對賽紀錄
陳雨菲與主要對手的對賽成績如下（只列出對賽五次或以上對手，截至2024年8月27日）：

| 對手                     | 對賽次數 | 對賽結果 | 對賽結果 | 勝差 |
| 對手                     | 對賽次數 | 勝       | 負       | 勝差 |
| ------------------------ | -------- | -------- | -------- | ---- |
| 韓悅                     | 8        | 8        | 0        | +8   |
| 王祉怡                   | 9        | 8        | 1        | +7   |
| 張藝曼                   | 6        | 6        | 0        | +6   |
| 陳曉欣（退役）           | 5        | 4        | 1        | +3   |
| 何冰嬌（退役）           | 16       | 8        | 8        | +0   |
| 卡羅列娜·馬琳            | 13       | 7        | 6        | +1   |
| 普萨拉·文卡塔·辛杜       | 12       | 6        | 6        | 0    |
| 菲特里亞尼               | 8        | 6        | 2        | +4   |
| 格蕾戈麗亞·瑪麗斯卡·東宗 | 13       | 10       | 3        | +7   |
| 成池鉉（退役）           | 11       | 10       | 1        | +9   |
| 安洗瑩                   | 19       | 11       | 8        | +3   |
| 金佳恩                   | 8        | 7        | 1        | +6   |
| 高橋沙也加               | 8        | 8        | 0        | +8   |
| 大堀彩                   | 13       | 13       | 0        | +13  |
| 佐藤冴香（退役）         | 6        | 5        | 1        | +4   |
| 奧原希望                 | 14       | 10       | 4        | +6   |
| 山口茜                   | 32       | 11       | 21       | -10  |
| 李文珊                   | 12       | 11       | 1        | +10  |
| 謝抒芽                   | 6        | 6        | 0        | +6   |
| 白馭珀                   | 6        | 6        | 0        | +6   |
| 戴資穎                   | 27       | 8        | 19       | -11  |
| 拉差诺·依瑟儂            | 21       | 18       | 3        | +15  |
| 布桑兰·恩布鲁庞          | 15       | 12       | 3        | +9   |
| 蓬帕威·磋楚翁            | 14       | 13       | 1        | +12  |
| 妮查恩·金達蓬（退役）    | 6        | 6        | 0        | +6   |
| 米婭·布里西費爾特        | 8        | 7        | 1        | +6   |
| 張蓓雯                   | 7        | 6        | 1        | +5   |
| 吳堇溦                   | 5        | 4        | 1        | +3   |

## 外部連結
- 陈雨菲的Instagram帳戶
- 陈雨菲的新浪微博